# 黑暗之外
《黑暗之外》（義大利語：Buio Omega）是一部1979年義大利剝削恐怖電影，由喬·達馬托執導。故事主人公弗朗切斯科·科克（基蘭·坎特飾）是一位父母双亡的標本剝制師，繼承了樹林中的一所房子，與管家艾丽斯（法蘭卡·斯托皮飾）住在一起。艾丽斯決心成為新主人，于是用巫毒咒殺死了他的女友安娜（辛琪亞·蒙雷阿萊飾）。弗朗切斯科從墓地偷走了她的屍體，然後因對她持久的熱情而犯下了謀殺案。當地殯葬承辦人（山姆·莫德斯托飾）前来調查，却见到了安娜的雙胞胎姊妹泰奥多拉（蒙雷阿萊飾）。
《黑暗之外》在南蒂罗尔歷時兩週拍攝，翻拍自1966年電影《瘋狂殺手》。該片在義大利上映，義大利電影史學家罗伯托·库尔蒂称票房相對較差，后于1987年在義大利重映，名為《In quella casa Buio omega》，以將其與《La casa》電影系列連結起來。

## 剧情
自从九年前父母因车祸去世后，25岁的富家子弟弗朗切斯科·科克一直和乳母兼管家艾丽斯住在南蒂罗尔某个小镇郊外的一栋别墅里。艾丽斯想嫁给弗朗切斯科，成为新的女主人，于是雇了一个女巫给他的未婚妻安娜下咒。女巫在巫蛊娃娃身上扎针，同时安娜病倒了。在医院里，安娜透露她想在死前和弗朗切斯科至少做一次爱。当他赶来亲吻她时，她的心脏停止了跳动，最终死去。在别墅里，弗朗切斯科看着母亲的照片，哀伤不已。艾丽斯进来给弗朗切斯科喂奶，称他是她的“小宝贝男孩”。
在停尸房，弗朗切斯科给安娜的尸体注射了防腐剂，以便将来挖出她的尸体，永远和她在一起。弗朗切斯科并不知道，殡仪馆的人看到了他注射的过程。参加葬礼的只有弗朗切斯科、安娜的父母和她在当地一所学校读书的姊妹泰奥多拉。
晚上，弗朗切斯科开车来到墓地，挖出了安娜的尸体。弗朗切斯科在回家的路上车胎爆了，一个搭便车的美国游客趁他换胎时上了车，由于有警车在场，弗朗切斯科不得不带着她。抽了一根大麻后，她在车里睡着了。到达别墅后，弗朗切斯科搬下了安娜的尸体，在他的作坊裡把她开膛破肚。他咬破了她的心脏，在她的眼窝里安装了玻璃眼球。搭便车者醒来，发现安娜的尸体后惊慌失措。随后发生了一场搏斗，她抓伤了弗朗切斯科的脖子，弗朗切斯科反过来用钳子扯掉了她的一些指甲。然后他掐死了她。
艾丽斯和弗朗切斯科给安娜的尸体穿上衣服，把她放在双人床的一边。在弗朗西斯科的协助下，艾丽斯剁碎了搭便车者的尸体，并在装满酸液的浴缸中溶解尸体碎片，然后将液体倒进花园的一个坑里。紧接着，她吃了一盘牛肚，弗朗切斯科想起了被溶解的尸体，便开始呕吐，这让她大笑起来。后来，弗朗切斯科坐在床边看着安娜的尸体时，艾丽斯走近他为他手淫。
几天后，一名慢跑者在弗朗切斯科家附近扭伤了脚踝，弗朗切斯科邀请她进屋。他们在床上做爱，直到发现安娜的尸体就在他们身边。两人大打出手，弗朗切斯科咬断了她的脖子，吃掉了她的一大块肉。他和艾丽斯在楼下的火炉里焚烧了她的尸体。艾丽斯威胁要处理掉安娜的尸体，弗朗切斯科只好屈服了，提出要娶她为妻，让她成为房子的女主人。
艾丽斯邀请她的老亲戚共进晚餐，宣布与弗朗切斯科订婚。然而，弗朗切斯科却羞辱地离开了她。第二天，艾丽斯喝醉了，弗朗切斯科出去跑步，殡仪馆的人进屋调查，发现了安娜的尸体，拍了照片就走了。当晚，弗朗切斯科在迪斯科舞厅勾搭上了一名女子，但在看到安娜的双胞胎姊妹泰奥多拉后，他将她打发走了。当泰奥多拉独自一人呆在房间里时，黑暗降临了，她能听到安娜的声音，警告她房子受到了诅咒。走下楼梯时，她发现安娜的尸体坐在大厅的椅子上。艾丽斯担心弗朗切斯科最后会娶泰奥多拉，便拿着一把刀打开了门，泰奥多拉看到一个人影後晕了过去。就在艾丽斯准备刺她时，弗朗切斯科插了进来。在随后的打斗中，艾丽斯刺伤了他的手和腹股沟附近。他反过来将她摔倒在地，并咬掉了她的脸颊。她挖出了他的左眼，而他则刺中了她的心脏，将她杀死。弗朗切斯科听着泰奥多拉的心跳，然后把她抱下楼。焚化了安娜的尸体后，他把泰奥多拉打扮得和安娜的尸体一模一样。
殡仪馆的人回来时，发现了艾丽斯的尸体，以及受了重伤的弗朗切斯科，就站在燃烧着人体残骸的火炉旁。弗朗切斯科倒地死去，殡葬师把认为是安娜尸体的泰奥多拉带回了墓地，放进棺材埋葬。当他和助手准备钉上棺盖时，泰奥多拉推开棺材，发出一声尖叫。

## 演员
- 基蘭·坎特 饰 弗朗切斯科·科克
- 辛琪亞·蒙雷阿萊（英语：Cinzia Monreale） 饰 安娜·弗尔克尔/泰奥多拉·弗尔克尔
- 法蘭卡·斯托皮 饰 艾丽斯
- 山姆·莫德斯托 饰 基莱先生
- 安娜·卡迪尼 饰 慢跑受害者
- 露西雅·德莉雅 饰 简
- 馬里奧·佩真 饰 牧師
- 西莫內塔·阿洛迪 饰 迪斯科女孩
- 沃爾特·特里布斯 饰 經銷商
- 克勞斯·萊納 饰 醫生
- 埃德蒙多·瓦利尼 饰 警督

## 制作
《黑暗之外》是1966年電影《瘋狂殺手》的翻拍版，原作主演是法蘭高·尼路。原作導演米诺·圭里尼是達馬托的朋友，他們一起設計了許多未拍成電影的故事。奥塔维奥·法布里擔任新劇本的創作者。
這部電影於1979年6月底至7月初在南蒂罗尔省的布雷萨诺内和坎波图雷斯拍攝，拍攝時間為兩週。與達馬托合作時，演員法蘭卡·斯托皮回憶起達馬託在片場說道：“我們拍電影就是為了讓人們嘔吐。我們必須讓他們嘔吐！”達馬托在接受采访時表示：“我個人選擇了最無拘無束的血腥，因為我認為自己不太擅長製造懸念……這是我最成功的恐怖電影，至今仍在同類電影中脫穎而出。它在商業上做得非常好。”
片中血腥場面的特效是用屠宰場提供的動物腸子、豬皮和羊心製作的。達馬托說：“在（我的）所有四部恐怖電影中……我們都是用屠夫的下腳料製作潑濺效果。沒有真正的特效專家……當時，審查制度相當溫和。”達馬托說，義大利版經過了一些剪辑，主要是縮短了“防腐場景和女孩在浴缸中被砍成碎块的場景……”
這部電影的配樂是由製片人馬可·羅塞蒂聘請的哥布林樂隊創作的，其中的音樂後來在《邪魔修女》和《生人活食》中被重複使用。

## 发行
《黑暗之外》於1979年11月15日由Eurocopfilms在義大利院線發行。該片在國內的總票房為1.537億義大利里拉。義大利電影歷史學家罗伯托·库尔蒂表示，《黑暗之外》「在義大利票房表現相當糟糕」。這部電影已在國外以多种片名上映，其中最著名的是《Beyond the Darkness》。該影片有一個版本由ThrillerVideo於1985年在美國發行，名為《Buried Alive》。此版本的電影將角色的名字英語化，並且缺少義大利院线版本的部分內容。
在美國，這部電影於1984年由Aquarius Releasing以《Buried Alive》為名上映。
1987年，這部電影在義大利以《In quella casa Buio omega》為名重新上映，营造一种與美國電影《屍變》和《鬼玩人》有關的假象，這兩部影片的意大利语片名分别是《La casa》和《La casa 2》。在西班牙，本片以《夜半鬼敲門》系列的續集《House 6: El terror continua》的名义进行營銷，在墨西哥則假借《生人勿近》系列電影進行營銷，名为《Zombi 10》。

## 评价
斯科特·亞倫·斯廷在2001年出版的回顧性評論中回顧了這十年來的血腥恐怖電影，他宣稱《黑暗之外》是達馬托“對[恐怖]類型的最大貢獻”，但仍然認為這部電影是“廉價的意大利垃圾”[...]但它以類似作品中沒有的某些天賦來處理這個主題。”丹尼·席普卡在2011年撰寫了一本關於義大利、法國和西班牙剝削電影的書，他評論了這部電影，將其稱為“一隻生病的小狗”，並指出“除了反感之外，《黑暗之外》並不旨在提供任何深刻的見解，如果评判一部好的歐洲邪典的标准是能够讓觀眾在看完其中一部電影後希望自己洗個澡，那麼《黑暗之外》將是一部經典。”

### 脚注
1. 1 2 3 4 5 6 7 8 9 10  Curti 2017，第201頁.
2. ↑  Curti 2015，第171頁.
3. 1 2 3 4  Curti 2017，第202頁.
4. ↑  Palmerini & Mistretta 1996，第77頁.
5. 1 2 3  Palmerini & Mistretta 1996，第78頁.
6. ↑  Curti 2017，第204頁.
7. 1 2 3 4 5 6  Curti 2017，第205頁.
8. 1 2  Stine 2001，第68頁.
9. ↑  Aros, Andrew A. . Scarecrow Press. 1986  [1 June 2023]. ISBN 978-0-8108-1868-2 （英语）.
10. ↑  Shipka 2011，第163頁.